# Eleccions legislatives franceses de 1831
Les eleccions legislatives franceses de 1831 organitzaren la segona legislatura de la Monarquia de Juliol. Les eleccions van tenir lloc el 5 de juliol, sota sufragi censatari.

## Mode d'escrutini
Després de la revolució francesa de juliol de 1830 que posar al tro Lluís Felip i d'acord amb la Carta de 1830, es va modificar la llei electoral. El sufragi continua sent censatari, però es va ampliar l'electorat (ara calia pagar una contribució directa de 200 francs per tenir accés a la votació, en comparació amb el 300 francs anteriors). El nombre de votants registrats era de 166.583. A més fou abolit el sistema introduït el juny de 1820, que permetia als votants més benestants de votar dues vegades. França és va dividir en 459 circumscripcions on els diputats són elegits per escrutini majoritari uninominal a una volta.

## Resultats
| Partit | Partit       | Líder                                                   | Vots    | %     | Escons |
| ------ | ------------ | ------------------------------------------------------- | ------- | ----- | ------ |
|        | Doctrinaris  | Casimir Périer                                          | 76,805  | 61.4% | 282    |
|        | Legitimistes | Duquessa de Berry (pol.) Pierre-Antoine Berryer (parl.) | 28,270  | 22.6% | 104    |
|        | Republicans  | François Arago                                          | 20,014  | 16.0% | 75     |
| Total  | Total        | Total                                                   | 125,090 | 100%  | 459    |